# Oost-Ghats
De Oost-Ghats is een onderbroken bergketen die parallel loopt aan de oostkust van India en de Golf van Bengalen.
De Oost-Ghats lopen ongeveer vanaf de grens van de staat West-Bengalen in het noorden, via de staten Odisha en Andhra Pradesh, naar de staat Tamil Nadu in het zuiden. Ook kleine delen van de staten Karnataka en Telangana behoren ertoe. Het gebergte is geërodeerd en wordt door vier belangrijke rivieren doorsneden: de Godavari, de Mahanadi, de Krishna en de Kaveri.
Ten westen van de Oost-Ghats ligt het Hoogland van Dekan, dat tussen de Oost-Ghats en de West-Ghats is gelegen. Tussen de Oost-Ghats en de Golf van Bengalen liggen kustvlaktes. De Oost-Ghats zijn niet zo hoog als de West-Ghats. Net zoals de West-Ghats hebben de Oost-Ghats verschillende lokale benamingen. In bijvoorbeeld Andhra Pradesh wordt het gebied bijvoorbeeld de Velikonda genoemd.
Het uiterste zuiden van de Oost-Ghats staat met de West-Ghats in verbinding.